# Morgan J. Freeman
Pour les articles homonymes, voir Freeman.
Morgan J. Freeman (né le 5 décembre 1969) est un réalisateur américain. En 1997, son premier long métrage, Hurricane Streets, remporte trois prix au Festival du film de Sundance.

## Biographie

### Enfance et études
Il est né et a grandi à Long Beach, en Californie le 5 décembre 1969, Il a commencé à réaliser des films à l'adolescence, en s'appuyant sur la série télévisée Deux Flics à Miami.
Il a fréquenté l'université de Californie à Santa Barbara, où il a travaillé pour le journal du campus, le Daily Nexus. Alors qu'il travaillait pour le Daily Nexus, son article intitulé « La violence, les incendies criminels continuent à Los Angeles » a remporté le Collegiate Gold Circle Award 1993 de Columbia Scholastic Press Association pour la rédaction de nouvelles et la troisième place aux California Intercollegiate Press Awards,. Il a obtenu en 1992 un baccalauréat en études cinématographiques,.
Il passe l'année suivante à Amsterdam, travaillant pour Why Not Productions et étudiant la théorie du cinéma à la Sorbonne,. Il est ensuite entré au Graduate Film Program de l'université de New York, où il a obtenu un MFA en 1996,.

### Début de carrière

#### Hurricane Streets
Au cours de l'été 1994, alors qu'il était encore inscrit à NYU, Morgan, il rencontra Todd Solondz alors qu'il effectuait un stage,. Solondz a embauché Morgan pour travailler dans l'équipe de son prochain film Bienvenue dans l'âge ingrat, où il a été promu d'assistant de production à deuxième assistant réalisateur. Le film a remporté le Grand Prix du Jury Dramatique du Festival du film de Sundance en 1996, mais plus important encore pour Freeman, c'est à cette époque qu'il s'est lié d'amitié avec l'acteur Brendan Sexton III, l'éventuelle star de Hurricane Streets,.
Hurricane Streets a servi de thèse à Freeman à l'Université de New York, contre l'instruction d'éviter d'utiliser des longs métrages,. Le personnage de Sexton III dans Welcome to the Dollhouse a inspiré Freeman à écrire Hurricane Streets, qu'il voulait à l'origine nommer Hurricane mais n'a pas pu en raison de la proximité avec le long métrage de Denzel Washington, Hurricane Carter,.
Il a soumis sa thèse au Festival du film de Sundance, où il est devenu le premier film à remporter trois distinctions majeures au Festival du film de Sundance 1997 : Prix du public dramatique, Prix de la réalisation dramatique, Prix d'excellence en cinématographie dramatique,,, Le film a été acheté par Metro-Goldwyn-Mayer à Sundance,.

### Autres projets de films
À la suite du succès critique de Hurricane Streets, il a écrit et réalisé Desert Blue. Le film a été distribué par The Samuel Goldwyn Company et a réuni Freeman avec Brendan Sexton III. Le film mettait en vedette Christina Ricci, Casey Affleck, Ethan Suplee, Peter Sarsgaard et Kate Hudson (à ses débuts au cinéma).
En 2000, il a écrit et réalisé The Cherry Picker pour Showtime avec Janeane Garofalo. Il a réalisé plusieurs vidéoclips, dont deux pour le groupe indépendant Rilo Kiley, et a réalisé le hit pour adolescents Dawson pour The WB Television Network. En 2001, Freeman a réalisé American Psycho 2 pour Lionsgate. En 2003, il réalise le long métrage indépendant Piggy Banks, mettant en vedette Gabriel Mann, Kelli Garner et Tom Sizemore.
Just Like the Son a été présenté en première devant le public immédiat et acclamé par la critique au Festival du film de Tribeca 2006, et a remporté le prix Alice Nella Citta du meilleur long métrage lors de ses débuts européens en Italie au Festival du film de Rome 2006. Le film met en vedette Mark Webber, Brendan Sexton III et Rosie Perez.
Freeman a réalisé le film Homecoming  en 2009, avec Mischa Barton.

### Projets télévisés
Freeman a produit l'émission de télé-réalité MTV Laguna Beach: The Real Orange County. En 2007, il a créé et produit la série télévisée Maui Fever, une autre série de téléréalité de MTV. Il a également produit les émissions de téléréalité MTV 16 ans et enceinte, 17 ans et Maman et Maman adolescente 2.

## Filmographie
- 1997 : Hurricane Streets
- 1998 : Desert Blue
- 2002 : American Psycho 2
- 2005 : Piggy Banks
- 2006 : Just Like the Son
- 2009 : Homecoming